# Edna Payne
Pour les articles homonymes, voir Payne.
Edna Payne est une actrice américaine née le 5 décembre 1891 à New York, New York (États-Unis), décédée le 31 janvier 1953 à Los Angeles (Californie).

## Filmographie
- 1911 : Higgenses Versus Judsons
- 1911 : The Story of Rosie's Rose
- 1912 : A Mexican Courtship
- 1912 : A Romance of the Border
- 1912 : The Halfbreed's Treachery
- 1912 : A Girl's Bravery : Madge
- 1912 : The Moonshiner's Daughter
- 1912 : Gentleman Joe
- 1912 : Juan and Juanita
- 1912 : The Water Rats
- 1912 : The Silent Signal
- 1912 : Kitty and the Bandits : Kitty
- 1912 : The Bravery of Dora : Dora
- 1913 : The Mexican Spy : The Paymaster's Daughter
- 1913 : Private Smith
- 1913 : The Price of Jealousy
- 1913 : Down on the Rio Grande
- 1913 : The Higher Duty : Marie
- 1913 : The Engraver
- 1914 : The Heart of Carita : Carita
- 1914 : Into the Foothills (en) de Webster Cullison : Ruth Barker, Her Daughter
- 1914 : The Caballero's Way : Tonia
- 1914 : Whom God Hath Joined (it) de Webster Cullison : Madge
- 1914 : The Stirrup Brother; or, The Higher Abdication : Yenna, Ranse's Sweetheart
- 1914 : The Blunderer's Mark : The Ranch Owner's Niece
- 1914 : Dead Men's Tales : Blair's Daughter
- 1914 : The Renunciation film de Webster Cullison : Alice
- 1914 : The Price Paid : Clancy's Daughter
- 1914 : Bransford in Arcadia; or, The Little Eohippus : Maude Lake
- 1914 : The Jackpot Club
- 1914 : The Aztec Treasure : Dolores, the Governor's Daughter
- 1914 : Fate's Finger : The Wife's School Friend
- 1914 : The Line Rider
- 1914 : The Squatters
- 1914 : The Mystery of Grayson Hall : Edna, Grayson's Ward
- 1914 : The Return
- 1914 : At the Crucial Moment
- 1914 : The Ghost of the Mine
- 1914 : The Girl Stage Driver (en) de Webster Cullison : The GIrl
- 1914 : The Jewel of Allah : Ellen, Mannerson's Daughter
- 1914 : Within an Inch of His Life : Elsie
- 1915 : The Lone Game
- 1915 : The Thief and the Chief
- 1915 : Lure of the West de Webster Cullison
- 1915 : The Oath of Smoky Joe
- 1915 : Saved by Telephone
- 1915 : The Long Shift
- 1915 : Shadows of the Harbor : Peggy
- 1915 : Avarice
- 1915 : The Little Band of Gold
- 1915 : Man and the Outlaw
- 1915 : Brand Blotters
- 1915 : The Sheriff of Red Rock Gulch
- 1915 : The Fool's Heart
- 1915 : The $50,000 Jewel Theft
- 1915 : The Flag of Fortune
- 1915 : The Trap That Failed
- 1915 : The Sacrifice of Jonathan Gray
- 1915 : Colonel Steel, Master Gambler : Mary Bell
- 1915 : Babbling Tongues
- 1916 : The Dawn Road
- 1916 : The Fatal Introduction
- 1917 : John Osborne's Triumph : Stella Osborne, John's Daughter